# 田石鳳
田 石鳳（チョン・ソクポン、朝鮮語: 전석봉、1915年5月5日 - 1982年）は、日本統治時代の朝鮮および大韓民国の病院経営者、公務員、政治家。第5代韓国国会議員。

## 経歴
日本統治時代の慶尚北道鬱陵郡出身。鬱陵島公立普通学校（現・鬱陵初等学校）卒、大邱師範学校（現・大邱教育大学校）中退。慶尚北道医術開業試験合格後は病院を開業した。光復後は鬱陵郡保健課長・保健診療所長を歴任した。1954年の第3代総選挙では落選したが、1960年の第5代総選挙では民主党の候補として鬱陵郡選挙区から当選した。その後は第5代国会民議院労働中央本部および釜山埠頭労働組合紛糾真相調査特別委員会委員長を務めた。